# Rotterdam Atletiek
Rotterdam Atletiek, soms afgekort als RA, is een atletiekvereniging in Rotterdam. Rotterdam Atletiek is, naar ledenaantal, na PAC de tweede atletiekclub van Rotterdam. Rotterdam Atletiek is een fusievereniging, opgericht in 1993. De vereniging is aangesloten bij de Atletiekunie en ligt in atletiekregio 9, Rijnmond.
Qua prestaties behoort Rotterdam Atletiek tot de beste verenigingen van Nederland. De afgelopen jaren heeft Rotterdam Atletiek een groot aantal medailles bij NK's gehaald. Zowel de mannen- als de vrouwenploeg komen uit in de eredivisie. Het afgelopen jaar werd de mannenploeg daarin derde en de vrouwenploeg Nederlands kampioen.

## Geschiedenis
Rotterdam Atletiek is gefuseerd uit een tweetal verenigingen: AVR en Metro. AVR is in 1967 ontstaan door een fusie van DOS, SCR en Minerva. In 1968 sloot Hollandia zich bij AVR aan.

### DOS
DOS (voluit Door Oefening Snel) was vooral een loopvereniging. Vlak na de oprichting in 1919 was er ook een boksafdeling, maar die werd snel opgeheven. Getraind werd er op een plek dicht bij de plek waar nu atletiekbaan Langepad, een van de door Rotterdam Atletiek gebruikte atletiekbanen ligt. Later, halverwege de jaren dertig van de 20e eeuw, verhuisde DOS naar atletiekbaan Nenijto. Een aantal DOS-ers deed mee aan de marathon op de Olympische Spelen van 1924 en 1928, namelijk Teun Sprong, Bertus Brouwer (alleen 1924), Jo Vermeulen en Pleun van Leenen (alleen 1928). Op andere looponderdelen had DOS landelijk succes.

### Hollandia
Rotterdamse damesatletiekvereniging (RDAV) Hollandia werd opgericht in 1930. Hollandia was de op een na oudste damesatletiekvereniging van Nederland. In 1931 trad Hollandia toe bij de KNAU. Vanaf 1935 werd er getraind bij Nenijto. Hollandia kampte met financiële problemen en een ledentekort tot vlak na de oorlog, daarna ging het financieel en met de prestaties beter.

### SCR
Sportclub Rotterdam is ontstaan door een scheuring binnen Pro Patria (een van de voorlopers van PAC). SCR werd opgericht in 1933. Er werd getraind bij de voormalige accommodatie Kromme Zandweg, later is SCR verhuisd naar Varkenoord. SCR was vooral actief in Rotterdam-Zuid.

### Minerva
Eind 1934 werd de Rotterdamse Dames en Heren Atletiek- en Handbalvereniging Minerva opgericht. In 1939 had de vereniging ongeveer 60 leden. Getraind werd er bij Nenijto. Minerva was de eerste atletiekvereniging van Rotterdam voor zowel mannen als vrouwen.

### Metro
Door een scheuring binnen Pro Patria is in 1955 Metro ontstaan. Metro groeide in de jaren 60 uit tot een van de beste verenigingen van Nederland. In de jaren 70 werd dat weer minder. In 1978 werd er zelfs gepraat over een fusie met PAC (in de tussentijd ontstaan door een fusie tussen Pro Patria en A.L.O.). Daarna ging het niveau op en neer, maar het niveau in de jaren 60 werd niet meer gehaald.
Metro werd in 1970 Nederlands clubkampioen. De club heeft veel grote atleten voortgebracht, zoals nationaal recordhouders als Sjaak Ruhl (kogelstoten in 1976) met een afstand van 17.49 m, Hans van Enkhuizen (110 m horden) in 14.02 s, sprinter Coen Janssen, 400 m-loper Henk v.d. Horst, 3000 m steeple chaseloper Piet Bijl, hinkstapspringer Max v.d. Does, discuswerper Rob de Jong en speerwerper Mario Kadiks. Toptrainers als Peter Nederhand, Daaf Laman en Cees Gubbels drukten in die periode hun stempel op de club. In de beginjaren van Metro was Wim Kuhlmann een drijvende kracht, hij heeft vele jongeren uit Crooswijk, het oude Noorden en Kralingen enthousiast gemaakt voor de atletieksport. De succesen namen af toen om diverse redenen trainers en atleten overstapten naar andere clubs.
Een andere grote naam uit de Metro-historie is trainer Bertus Veldhoven. Atleten onder zijn hoede waren 1500 m-loper Gijs de Bode (3:47 ), marathonloper Aad Steylen (2.29 u) en 800 m-loper Rob Kila (1:50 ). Tienkamper Jan Drent (overgekomen van PAC) werd Nederlands indoorkampioen verspringen (7.49 m).

### Fusie
Eind 1966 kwam er een plan om tot één Rotterdamse atletiekvereniging te komen. Dit plan mislukte, onder andere omdat Metro niet wilde fuseren. DOS, Hollandia, SCR en Minerva bleken wel bereid te fuseren en besloten daarom tot een fusie. Hollandia haakte uiteindelijk af, maar toen in 1967 de drie andere verenigingen toch fuseerden kwam het er een jaar later alsnog erbij. De nieuwe vereniging heette AVR, Atletiek Vereniging Rotterdam. In 1967 fuseerden ook de twee Rotterdamse verenigingen Pro Patria en ALO tot de Pro Patria ALO Combinatie (PAC).
Nenijto was de belangrijkste baan van AVR, maar toch raakte de vereniging vanaf de jaren 70 in verval. Dit kwam doordat er gepraat werd over een kunststofbaan, maar die kwam er pas in 1983.
In 1991 werd er weer gepraat over fusies met alle Rotterdamse atletiekverenigingen: PAC, AVR en Metro. PAC haakte uiteindelijk af, maar Metro en AVR besloten te fuseren. Dit leidde in 1993 tot de oprichting van Rotterdam Atletiek.

## Tenue
Het tenue van Rotterdam Atletiek bestaat uit de kleuren groen en zwart. Het shirt is groen met aan beide zijkanten twee balken die geleidelijk samenvoegen richting de onderkant. Op de voorkant staat het logo van de club. De short is zwart met eventueel dunne, groene strepen.

## Accommodaties
Rotterdam Atletiek heeft de beschikking over een drietal accommodaties:
- Sportcomplex Olympia en Varkenoord
- Nenijto
- Lange Pad

Nenijto is sinds 1983 een kunststofbaan en wordt van de drie het meest gebruikt door Rotterdam Atletiek, onder andere voor wedstrijden. De andere twee worden vooral gebruikt voor trainingen. Nenijto bestaat uit:
- Een gebouw, bestaande uit een kantine, kleedkamers en een materiaalhok.
- Een wedstrijdsecretariaat
- Een 6-baans 400-meter atletiekbaan
- 5 verspringbakken, waarvan twee ook kunnen worden gebruikt voor hink-stap-springen
- 2 kogelstootbakken
- 2 werpkooien
- 2 speerwerpbanen
- 2 hoogspringmatten
- 1 polsstokmat

De accommodatie Lange Pad wordt vooral gebruikt door PAC. Soms worden er op die accommodatie door Rotterdam Atletiek trainingen verzorgd.

## Medailles van Rotterdam Atletiek op NK's
Medailles sinds 2007

#### NK Indoor
| Jaar | Onderdeel            |  | Plaats | Mannen            | Prestatie |  | Plaats | Vrouwen             | Prestatie |
| ---- | -------------------- |  | ------ | ----------------- | --------- |  | ------ | ------------------- | --------- |
| 2007 | 60 m                 |  | Goud   | Patrick van Luijk | 6,77 s    |  |        |                     |           |
|      | 400 m                |  | Brons  | Jordy Hindriks    | 48,64 s   |  | Brons  | Petra Groenenboom   | 56,40 s   |
|      | 60 m horden          |  |        |                   |           |  | Brons  | Rosina Hodde        | 8,40 s    |
| 2008 | 60 m                 |  | Zilver | Patrick van Luijk | 6,75 s    |  | Zilver | Esmeralda Adriaans  | 7,62 s    |
|      | 400 m                |  |        |                   |           |  | Brons  | Sanne Verstegen     | 56,33 s   |
|      | 800 m                |  | Goud   | Robert Lathouwers | 1.48,90   |  |        |                     |           |
|      | hink-stap-springen   |  | Goud   | Ellsworth Manuel  | 14,86     |  |        |                     |           |
| 2009 | 60 m                 |  | Goud   | Brian Mariano     | 6,72 s    |  |        |                     |           |
|      | 400 m                |  | Goud   | Obed Martis       | 48,38 s   |  | Zilver | Sanne Verstegen     | 54,51 s   |
|      | 60 m horden          |  |        |                   |           |  | Brons  | Judith Vis          | 8,59 s    |
|      | hink-stap-springen   |  | Zilver | David van Hetten  | 14,60     |  | Zilver | Meruska Eduarda     | 11,59     |
|      |                      |  |        |                   |           |  | Brons  | Myriam de Waal      | 11,43     |
|      | polsstokhoogspringen |  |        |                   |           |  | Brons  | Jasmijn Wierema     | 3,45      |
| 2010 | 60 m                 |  | Goud   | Brian Mariano     | 6,70 s    |  |        |                     |           |
|      |                      |  | Brons  | Prince Kwidama    | 6,89 s    |  |        |                     |           |
|      | 200 m                |  | Zilver | Obed Martis       | 21,69 s   |  |        |                     |           |
|      | 400 m                |  |        |                   |           |  | Goud   | Sanne Verstegen     | 54,28 s   |
|      | hink-stap-springen   |  | Zilver | David van Hetten  | 14,78     |  | Brons  | Stephany Suykerbuyk | 11,77     |
| 2011 | 60 m                 |  | Goud   | Brian Mariano     | 6,70 s    |  |        |                     |           |
|      |                      |  | Zilver | Patrick van Luijk | 6,78 s    |  |        |                     |           |
|      | 800 m                |  |        |                   |           |  | Goud   | Sanne Verstegen     | 2.06,95   |
|      | hink-stap-springen   |  |        |                   |           |  | Goud   | Meruska Eduarda     | 11,96     |

#### NK Atletiek
| Jaar | Onderdeel            |  | Plaats | Mannen            | Prestatie |  | Plaats | Vrouwen            | Prestatie |
| ---- | -------------------- |  | ------ | ----------------- | --------- |  | ------ | ------------------ | --------- |
| 2007 | 100 m                |  | Brons  | Brian Mariano     | 10,54 s   |  |        |                    |           |
|      | 400 m                |  |        |                   |           |  | Zilver | Petra Groenenboom  | 54,58 s   |
|      | hink-stap-springen   |  | Goud   | David van Hetten  | 14,91     |  |        |                    |           |
| 2008 | 100 m                |  | Goud   | Patrick van Luijk | 10,44 s   |  |        |                    |           |
|      | 200 m                |  | Goud   | Patrick van Luijk | 20,76 s   |  |        |                    |           |
|      | 400 m                |  | Zilver | Obed Martis       | 47,62 s   |  | Brons  | Esmeralda Adriaans | 54,97 s   |
|      | 800 m                |  | Goud   | Robert Lathouwers | 1.52,08   |  |        |                    |           |
|      | hink-stap-springen   |  | Zilver | David van Hetten  | 15,07     |  |        |                    |           |
| 2009 | 100 m                |  | Goud   | Patrick van Luijk | 10,50 s   |  |        |                    |           |
|      | 200 m                |  | Goud   | Patrick van Luijk | 20,93 s   |  |        |                    |           |
|      |                      |  | Brons  | Obed Martis       | 21,46 s   |  |        |                    |           |
|      | 400 m                |  | Zilver | Obed Martis       | 47,50 s   |  | Goud   | Sanne Verstegen    | 54,39 s   |
|      | 100 m horden         |  |        |                   |           |  | Zilver | Judith Vis         | 13,91 s   |
|      | 400 m horden         |  |        |                   |           |  | Goud   | Sanne Verstegen    | 58,98 s   |
|      | 3000 m steeple       |  |        |                   |           |  | Brons  | Esther Vermue      | 11.16,56  |
| 2010 | 100 m                |  | Brons  | Prince Kwidama    | 10,64 s   |  | Brons  | Nikki van Leeuwen  | 11,95 s   |
|      | 200 m                |  | Goud   | Obed Martis       | 20,89 s   |  |        |                    |           |
|      |                      |  | Brons  | Terrence Agard    | 21,43 s   |  |        |                    |           |
|      | 400 m                |  | Goud   | Obed Martis       | 46,85 s   |  | Goud   | Sanne Verstegen    | 53,54 s   |
|      | 100 m horden         |  |        |                   |           |  | Brons  | Judith Vis         | 13,88 s   |
|      | 400 meter horden     |  |        |                   |           |  | Goud   | Sanne Verstegen    | 59,32 s   |
| 2011 | 100 m                |  | Goud   | Churandy Martina  | 10,27 s   |  |        |                    |           |
|      |                      |  | Zilver | Patrick van Luijk | 10,34 s   |  |        |                    |           |
|      | 200 m                |  | Goud   | Churandy Martina  | 20,38 s   |  |        |                    |           |
|      |                      |  | Zilver | Patrick van Luijk | 20,67 s   |  |        |                    |           |
|      | 800 m                |  | Goud   | Robert Lathouwers | 1.48,58   |  |        |                    |           |
|      | 110 m horden         |  | Brons  | Ruben Esajas      | 14,28 s   |  |        |                    |           |
|      | 400 m horden         |  |        |                   |           |  | Goud   | Sanne Verstegen    | 59,13 s   |
|      | 3000 m steeplechase  |  |        |                   |           |  | Brons  | Esther Vermue      | 11.22,57  |
|      | hink-stap-springen   |  |        |                   |           |  | Zilver | Merasku Eduarda    | 12,23 m   |
|      | polsstokhoogspringen |  |        |                   |           |  | Brons  | Robin Wingbermuhle | 4,11 m    |
|      | kogelstoten          |  |        |                   |           |  | Brons  | Pamela Kiel        | 15,47 m   |

#### Overige NK's
| Jaar | Onderdeel |  | Plaats | Mannen | Prestatie |  | Plaats | Vrouwen | Prestatie |
| ---- | --------- |  | ------ | ------ | --------- |  | ------ | ------- | --------- |
| 2007 | 4 x 400 m |  |        |        |           |  | Goud   | Ploeg   | 3.54,69   |
|      | 4 x 800 m |  |        |        |           |  | Goud   | Ploeg   | 9.26,09   |
| 2008 | 4 x 400 m |  |        |        |           |  | Goud   | Ploeg   | 3.52,40   |
|      | 4 x 800 m |  |        |        |           |  | Brons  | Ploeg   | 9.28,05   |
|      | NK Teams  |  |        |        |           |  | Zilver | Ploeg   | 108 pt    |
| 2009 | 4 x 400 m |  |        |        |           |  | Brons  | Ploeg   | 4.02,91   |
|      | 4 x 800 m |  |        |        |           |  | Zilver | Ploeg   | 9.51,44   |
|      | NK Teams  |  | Goud   | Ploeg  | 107 pt    |  | Goud   | Ploeg   | 126 pt    |
| 2010 | NK Teams  |  | Brons  | Ploeg  | 95 pt     |  | Goud   | Ploeg   | 123 pt    |
| 2011 | 4 x 800 m |  | Goud   | Ploeg  | 7.51,14   |  | Goud   | Ploeg   | 10.00,12  |
|      | NK Teams  |  |        |        |           |  | Goud   | Ploeg   | 114 pt    |